# Ulrich Peiper (Mediziner, 1933)
Ulrich Peiper (* 25. März 1933 in Berlin; † 23. März 2023 in Würzburg) war ein deutscher Mediziner und Professor für Physiologie an den Universitäten Würzburg und Hamburg.

## Werdegang
Ulrich Peiper wurde als Sohn des Kinderarztes und Universitätsprofessors Albrecht Peiper und dessen Ehefrau Hertha geb. Vieth geboren. Er entstammt einer alten Medizinerfamilie. Peiper begann 1951 ein Studium der Medizin an der Universität Leipzig und promovierte dort 1956. Er wurde anschließend wissenschaftlicher Assistent im Institut für Physiologie in Leipzig bei Erich Bauereisen, mit dem er 1958 an die Julius-Maximilians-Universität Würzburg an das Institut für Physiologie wechselte, wo er 1963 habilitierte und Privatdozent wurde. 1969 erfolgte die Ernennung zum außerplanmäßigen Professor für Physiologie ebendort. 1981 erfolgte die Berufung zum Direktor der Abteilung für Vegetative Physiologie (C4 Professur) am Physiologischen Institut der Universität Würzburg als Nachfolger seines Lehrers Erich Bauereisen.
Im Jahr 1982 nahm er einen Ruf auf die C4-Professur für Vegetative Physiologie an der Universität Hamburg an und wurde damit Direktor der Abteilung für Vegetative Physiologie. Von 1986 bis 1997 war er ebenfalls stellvertretender Institutsdirektor. 1997 wurde er emeritiert und zog zurück nach Würzburg.
Sein wissenschaftliches Interesse galt der Erforschung der Kreislaufregulation. Er publizierte über 80 Originalarbeiten und gab mehrere Lehrbücher heraus.
Sein Sohn Christian Peiper ist Professor der Chirurgie.

## Schriften
- mit T. H. Schiebler: Histologie Springer-Verlag, Berlin 1984, ISBN 3-540-13182-5.
- mit O. Hammer: Hypertonie Springer-Verlag, Berlin 1973, ISBN 978-3-7985-0358-8